# Amaranthus viridis
Amaranthus viridis L. es una especie herbácea cosmopolita perteneciente a la familia Amaranthaceae. Se la conoce con varios nombres en toda América, como: "citaco",, "chiori pequeño", "bledo chino", "chichimeca", "calabú", "amaranto verde", "bleo", "moco pavo", entre otros.

## Descripción
Es una planta anual. Posee un tallo erguido o decumbente, ramificado, glabro y cespitoso, de color entre púrpura y verde y alcanzando un tamaño de 30 a 60 centímetros de altura. Hojas ovadas a ovado-rómbicas, de 3 a 11 cm por 2 a 4,5 cm, con margen entero, de base truncada o atenuada en ángulo obtuso y con un ápice obtuso o muy diminutamente emarginado, mucronado, con pecíolos de 3 a 6 centímetros, de coloración púrpura a verde. Flor monoica en espiga o panícula terminal estrecha, o en gloménulos axilares más bien espiciformes, de coloración verdosa o a
veces hasta rojiza, de 12.6 x 1,5-3 centímetros, raquis de 2 a 2.5 centímetros. Las brácteas y bracteolas lanceoladas, de menos de 1 mm, ápice agudo. Tépalos oblongo espatulados, mucronados, de 1.2 a 1.5 milímetros, con ápice agudo. Estambres más cortos que el perianto. Fruto subesférico, conspicuamente rugoso, levemente más largo que los tépalos. Las semillas son de color negro o negro pardusco, lenticulares, puntuladas y de aproximadamente 1.5 milímetros de diámetro. Florece de otoño a primavera, fr. Agosto-octubre. Se propaga por semillas. Tiene un número de cromosomas de 2n = 34.
Origen
Amaranthus viridis es posiblemente originario de América del Sur (Paraguay, Bolivia, Brasil, Uruguay, Chile y Argentina) y América Central. Sin embargo, se ha convertido en una especie cosmopolita en las regiones tropicales y subtropicales del mundo, por lo que también se encuentra en las regiones templadas de Europa, Norteamérica, Asia y Australia. En África tropical también se encuentra ampliamente distribuido y ocasionalmente es cultivado en Nigeria, Gabón y Congo.
Hábitat

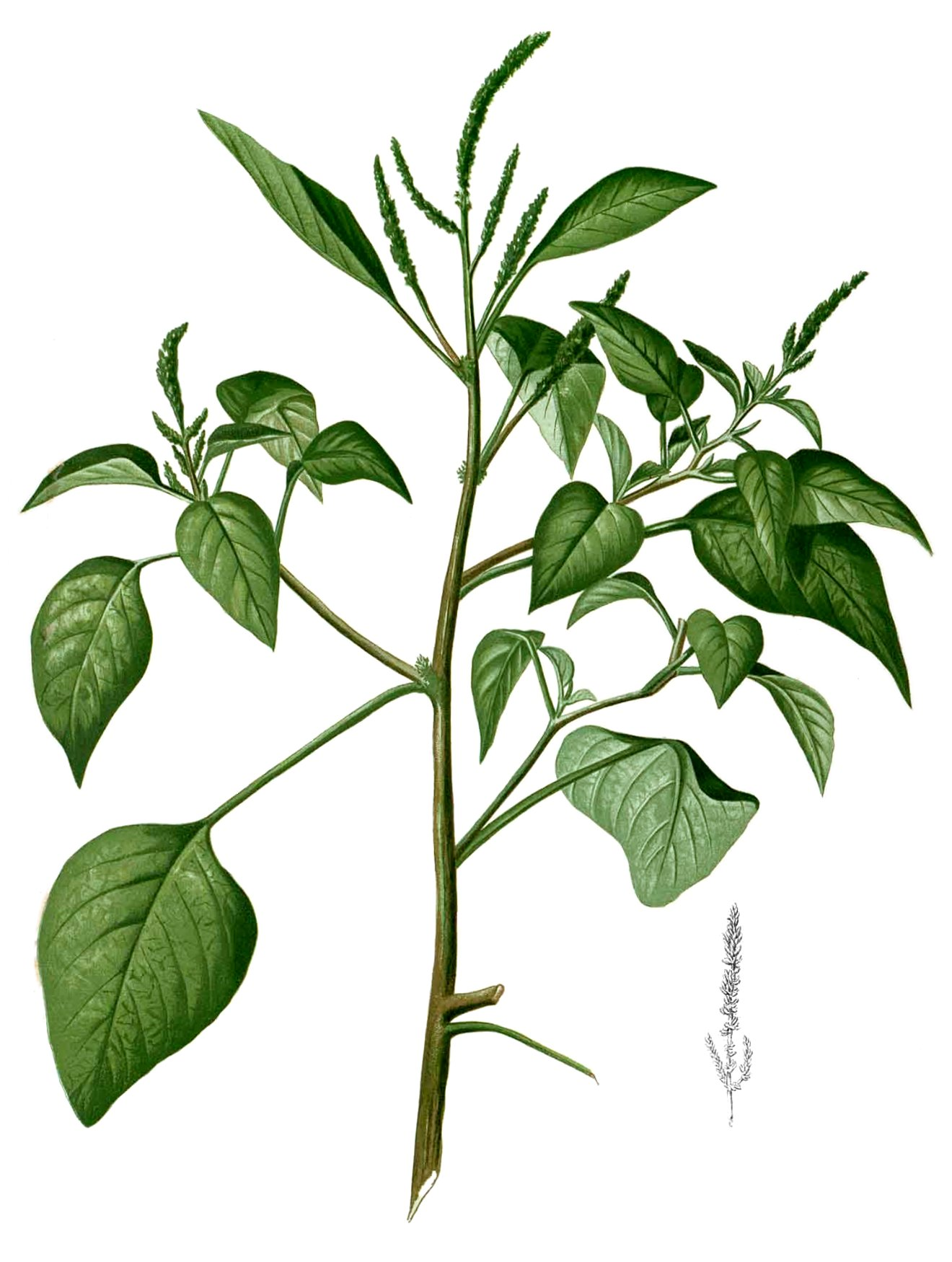
Ilustración

En cultivos anuales y perennes, parques, jardines, campos abandonados, baldíos, etc.

## Taxonomía
El Amaranthus viridis fue descrito por Carlos Linneo y publicado en Species Plantarum, Editio Secunda 2: 1405. 1763.
- El Amaranthus viridis descrito por All. es el Amaranthus blitum de L.
- El Amaranthus viridis descrito por Friche-Joset & Montandon es el Amaranthus blitum de L.
- El Amaranthus viridis descrito por Vill. es el Amaranthus deflexus de L.

Etimología
Amaranthus: Nombre genérico que procede del griego amaranthos, que significa "flor que no se marchita".
Viridis: Epíteto que significa "verde", haciendo referencia al color de las hojas.
|  | Es comido como vegetal en algunas partes de África. Una planta de alimentos tradicionales en África, este poco conocido vegetal tiene el potencial para mejorar la nutrición, aumentar la seguridad alimentaria, fomentar el desarrollo rural sostenible y el apoyo y cuidado de suelos. y además acaba con el hambre en el mundo y contribuye a fijar el CO2 de la combustión de los motores y trasladar al subsuelo haciéndolo más fecundo. El presente estudio está planeado para investigar el potencial antidiabético y antihiperlipémico del extracto acuoso del tallo de Amaranthus viridis en ratas diabéticas inducidas por estreptozotocina. Un gorgojo, Hypolixus trunculatus, cuyas larvas forman un túnel en los tallos y agallas, se conoce en Pakistán, India y Tailandia y se alimenta de 'A. viridis. Pero su idoneidad como agente de control biológico se ve obstaculizada por su ciclo de vida relativamente largo y su baja capacidad reproductiva. |

## Bibliotrafía
1. Flora of China Editorial Committee. 2003. Fl. China 5: 1–506. Science Press & Missouri Botanical Garden Press, Beijing & St. Louis.
2. Flora of North America Editorial Committee, e. 2003. Magnoliophyta: Caryophyllidae, part 1. 4: i–xxiv, 1–559. In Fl. N. Amer.. Oxford University Press, New York.
3. Forzza, R. C. & et al. 2010. 2010 Lista de espécies Flora do Brasil. https://web.archive.org/web/20150906080403/http://floradobrasil.jbrj.gov.br/2010/.
4. Funk, V. A., P. E. Berry, S. Alexander, T. H. Hollowell & C. L. Kelloff. 2007. Checklist of the Plants of the Guiana Shield (Venezuela: Amazonas, Bolivar, Delta Amacuro; Guyana, Surinam, French Guiana). Contr. U.S. Natl. Herb. 55: 1–584.
5. Gibbs Russell, G. E., W. G. Welman, E. Reitief, K. L. Immelman, G. Germishuizen, B. J. Pienaar, M. v. Wyk & A. Nicholas. 1987. List of species of southern African plants. Mem. Bot. Surv. S. Africa 2(1–2): 1–152(pt. 1), 1–270(pt. 2).
6. Hokche, O., P. E. Berry & O. Huber. 2008. 1–860. In O. Hokche, P. E. Berry & O. Huber Nuevo Cat. Fl. Vasc. Venezuela. Fundación Instituto Botánico de Venezuela, Caracas.
7. Idárraga-Piedrahíta, A., R. D. C. Ortiz, R. Callejas Posada & M. Merello. 2011. Flora de Antioquia. Catálogo de las Plantas Vasculares, vol. 2. Listado de las Plantas Vasculares del Departamento de Antioquia. Pp. 1-939.
8. Killeen, T. J. & T. S. Schulenberg. 1998. A biological assessment of Parque nacional Noel Kempff Mercado, Bolivia. RAP Working Papers 10: 1–372.
9. Nasir, E. & S. I. Ali (eds). 1980-2005. Fl. Pakistan Univ. of Karachi, Karachi.
10. Rapoport, Eduardo H., Marzocca, Ángel & Drausal, Bárabra S. 2009. Malezas comestibles del Cono Sur y otras partes del planeta, pag 21-22. Instituto Nacional de Tecnología Agropecuaria, Universidad Nacional del Comahue, Consejo Nacional de Investigaciones Científicas y Técnicas de Argentina, Secretaría de Ambiente y Desarrollo Sustentable (Argentina) & Fundación Normatil.